# クレムリン・カップ
クレムリン・カップ（Кубок Кремля）は、毎年10月にロシア・モスクワで行われるテニストーナメントの1つ。男子はATPツアー250、女子はWTAプレミアトーナメントで行われる。室内コートのトーナメントである。

## 歴代優勝者

### 男子シングルス
| 年     | 優勝者                     | 準優勝者                         | 決勝結果           |
| ------ | -------------------------- | -------------------------------- | ------------------ |
| 1990年 | アンドレイ・チェルカソフ   | ティム・メイヨット               | 6-2, 6-1           |
| 1991年 | アンドレイ・チェルカソフ   | ヤコブ・ラセク                   | 7-6, 3-6, 7-6      |
| 1992年 | マルク・ロセ               | カール＝ウーベ・シュテープ       | 6-2, 6-2           |
| 1993年 | マルク・ロセ               | パトリック・キューネン           | 6-4, 6-3           |
| 1994年 | アレクサンドル・ボルコフ   | チャック・アダムズ               | 6-2, 6-4           |
| 1995年 | カール＝ウーベ・シュテープ | ダニエル・バチェク               | 7-6, 3-6, 7-6      |
| 1996年 | ゴラン・イワニセビッチ     | エフゲニー・カフェルニコフ       | 3-6, 6-1, 6-3      |
| 1997年 | エフゲニー・カフェルニコフ | ペトル・コルダ                   | 7-6, 6-4           |
| 1998年 | エフゲニー・カフェルニコフ | ゴラン・イワニセビッチ           | 7-6, 7-6           |
| 1999年 | エフゲニー・カフェルニコフ | バイロン・ブラック               | 7-6, 6-4           |
| 2000年 | エフゲニー・カフェルニコフ | デビッド・プリノジル             | 6-2, 7-5           |
| 2001年 | エフゲニー・カフェルニコフ | ニコラス・キーファー             | 6-4, 7-5           |
| 2002年 | ポール＝アンリ・マチュー   | チャン・シャルケン               | 4-6, 6-2, 6-0      |
| 2003年 | テーラー・デント           | サルギス・サルグシアン           | 7-6, 6-4           |
| 2004年 | ニコライ・ダビデンコ       | グレグ・ルーゼドスキー           | 3-6, 6-3, 7-5      |
| 2005年 | イーゴリ・アンドレエフ     | ニコラス・キーファー             | 5-7, 7-6, 6-2      |
| 2006年 | ニコライ・ダビデンコ       | マラト・サフィン                 | 6-4, 5-7, 6-4      |
| 2007年 | ニコライ・ダビデンコ       | ポール＝アンリ・マチュー         | 7-5, 7-6           |
| 2008年 | イーゴリ・クニツィン       | マラト・サフィン                 | 7-6, 6-7, 6-3      |
| 2009年 | ミハイル・ユージニー       | ヤンコ・ティプサレビッチ         | 6-7, 6-0, 6-4      |
| 2010年 | ビクトル・トロイツキ       | マルコス・バグダティス           | 3-6, 6-4, 6-3      |
| 2011年 | ヤンコ・ティプサレビッチ   | ビクトル・トロイツキ             | 6-4, 6-2           |
| 2012年 | アンドレアス・セッピ       | トマス・ベルッシ                 | 3-6, 7-6(7-3), 6-3 |
| 2013年 | リシャール・ガスケ         | ミハイル・ククシュキン           | 4-6, 6-4, 6-4      |
| 2014年 | マリン・チリッチ           | ロベルト・バウティスタ・アグート | 6-4, 6-4           |
| 2015年 | マリン・チリッチ           | ロベルト・バウティスタ・アグート | 6-4, 6-4           |
| 2016年 | パブロ・カレーニョ・ブスタ | ファビオ・フォニーニ             | 4-6, 6-3, 6-2      |
| 2017年 | ダミル・ジュムール         | リカルダス・ベランキス           | 6-2, 1-6, 6-4      |
| 2018年 | カレン・ハチャノフ         | アドリアン・マナリノ             | 6-2, 6-2           |
| 2019年 | アンドレイ・ルブレフ       | アドリアン・マナリノ             | 6-4, 6-0           |
| 2020年 | 開催無し                   | 開催無し                         | 開催無し           |
| 2021年 | アスラン・カラツェフ       | マリン・チリッチ                 | 6-2, 6-4           |
| 2022年 | 開催無し                   | 開催無し                         | 開催無し           |

### 男子ダブルス
| 年     | 優勝者                                              | 準優勝者                                            | 決勝結果          |
| ------ | --------------------------------------------------- | --------------------------------------------------- | ----------------- |
| 1990年 | ポール・ハーフース ヘンドリック・ヤン・ダビッズ     | ジョン・フィッツジェラルド アンダース・ヤリード     | 6-4, 7-6          |
| 1991年 | カール・ウーベ・シュテープ エリック・イエレン       | アンドレイ・チェルカソフ アレクサンドル・ボルコフ   | 6-4, 7-6          |
| 1992年 | ジョン・ラフニー・デ・ヤーガー マリウス・バーナード | アンドレイ・オルホフスキー デビッド・アダムズ       | 6-4, 3-6, 7-6     |
| 1993年 | ヤッコ・エルティン ポール・ハーフース               | ヨナス・ビョルクマン ヤン・アペル                   | 6-1 （途中棄権）  |
| 1994年 | ヤッコ・エルティン ポール・ハーフース               | アンドレイ・オルホフスキー デビッド・アダムズ       | 不戦勝            |
| 1995年 | ジャレッド・パーマー バイロン・ブラック             | トミー・ホー ブレット・スティーブン                 | 6-4, 3-6, 6-3     |
| 1996年 | アンドレイ・オルホフスキー リック・リーチ           | イジー・ノバク デビッド・リクル                     | 4-6, 6-1, 6-2     |
| 1997年 | マルティン・ダム シリル・スーク                     | ファブリス・サントロ デビッド・アダムズ             | 6-4, 6-3          |
| 1998年 | ジャレッド・パーマー ジェフ・タランゴ               | エフゲニー・カフェルニコフ ダニエル・バチェク       | 6-4, 6-7, 6-2     |
| 1999年 | ジャスティン・ギメルストブ ダニエル・バチェク       | マラト・サフィン アンドレイ・メドベデフ             | 6-2, 6-1          |
| 2000年 | ヨナス・ビョルクマン デビッド・プリノジル           | イリ・ノバク デビッド・リクル                       | 6-2, 6-3          |
| 2001年 | サンドン・ストール マックス・ミルヌイ               | マヘシュ・ブパシ ジェフ・タランゴ                   | 6-3, 6-0          |
| 2002年 | ロジャー・フェデラー マックス・ミルヌイ             | サンドン・ストール ジョシュア・イーグル             | 6-4, 7-6          |
| 2003年 | マヘシュ・ブパシ マックス・ミルヌイ                 | ウェイン・ブラック ケビン・ウリエット               | 6-3, 7-5          |
| 2004年 | ニコライ・ダビデンコ イーゴリ・アンドレエフ         | マヘシュ・ブパシ ヨナス・ビョルクマン               | 3-6, 6-3, 6-4     |
| 2005年 | ミハイル・ユージニー マックス・ミルヌイ             | ニコライ・ダビデンコ イーゴリ・アンドレエフ         | 5-1, 5-1          |
| 2006年 | ファブリス・サントロ ネナド・ジモニッチ             | フランティセク・チェルマク ヤロスラフ・レビンスキー | 6-1, 7-5          |
| 2007年 | マラト・サフィン ドミトリー・トゥルスノフ           | トマシュ・ツィブレツ ロブロ・ゾブコ                 | 6-4, 6-2          |
| 2008年 | セルジー・スタホフスキー ポティート・スタラーチェ   | ステファン・フース ロス・ハッチンス                 | 7-6, 2-6 [10-6]   |
| 2009年 | パブロ・クエバス マルセル・グラノリェルス           | フランティセク・チェルマク ミハル・メルティナク     | 4-6, 7-5, [10-8]  |
| 2010年 | イーゴリ・クニツィン ドミトリー・トゥルスノフ       | ヤンコ・ティプサレビッチ ビクトル・トロイツキ       | 7-6, 6-3          |
| 2011年 | フランティセク・チェルマク フィリップ・ポラセク     | カルロス・ベルロク ダビド・マレーロ                 | 6–3, 6–1          |
| 2012年 | フランティシェク・チェルマク ミハル・メルティナク   | シモーネ・ボレッリ ダニエレ・ブラッチアリ           | 7-5, 6-3          |
| 2013年 | ミハイル・エルジン デニス・イストミン               | ケン・スクプスキ ニール・スクプスキ                 | 6-2, 1-6, [14-12] |
| 2014年 | フランティシェク・チェルマク イジー・ベセリ         | サミュエル・グロート クリス・グッチョーネ           | 7-6(2), 7-5       |
| 2015年 | アンドレイ・ルブリョフ ドミトリー・トゥルスノフ     | ラドゥ・アルボット フランティシェク・チェルマク     | 2–6, 6–1, [10–6]  |
| 2016年 | フアン・セバスティアン・カバル ロベルト・ファラ     | ユリアン・ノール ユルゲン・メルツァー               | 7−5, 4−6, [10−5]  |
| 2017年 | マックス・ミルヌイ フィリップ・オズワルド           | ダミル・ジュムール アントニオ・サンシッチ           | 6–3, 7–5          |
| 2018年 | オースティン・クライチェク ラジーブ・ラム           | マックス・ミルヌイ フィリップ・オズワルド           | 7–6(4), 6–4       |
| 2019年 | マルセロ・デモリナー マトウェ・ミドルコープ         | シモーネ・ボレッリ アンドレス・モルテーニ           | 6–1, 6–2          |

### 女子シングルス
| 年     | 優勝者                           | 準優勝者                         | 決勝結果         |
| ------ | -------------------------------- | -------------------------------- | ---------------- |
| 1996年 | コンチタ・マルティネス           | バルバラ・パウルス               | 6-1, 4-6, 6-4    |
| 1997年 | ヤナ・ノボトナ                   | 杉山愛                           | 6-3, 6-4         |
| 1998年 | マリー・ピエルス                 | モニカ・セレシュ                 | 7-6, 6-3         |
| 1999年 | ナタリー・トージア               | バルバラ・シェット               | 2-6, 6-4, 6-1    |
| 2000年 | マルチナ・ヒンギス               | アンナ・クルニコワ               | 6-3, 6-1         |
| 2001年 | エレナ・ドキッチ                 | エレーナ・デメンチェワ           | 6-3, 6-3         |
| 2002年 | マグダレナ・マレーバ             | リンゼイ・ダベンポート           | 5-7, 6-3, 7-6    |
| 2003年 | アナスタシア・ミスキナ           | アメリ・モレスモ                 | 6-2, 6-4         |
| 2004年 | アナスタシア・ミスキナ           | エレーナ・デメンチェワ           | 7-5, 6-0         |
| 2005年 | マリー・ピエルス                 | フランチェスカ・スキアボーネ     | 6-4, 6-3         |
| 2006年 | アンナ・チャクベタゼ             | ナディア・ペトロワ               | 6-4, 6-4         |
| 2007年 | エレーナ・デメンチェワ           | セリーナ・ウィリアムズ           | 5-7, 6-1, 6-1    |
| 2008年 | エレナ・ヤンコビッチ             | ベラ・ズボナレワ                 | 6-2, 6-4         |
| 2009年 | フランチェスカ・スキアボーネ     | オリガ・ゴボルツォワ             | 6-3, 6-0         |
| 2010年 | ビクトリア・アザレンカ           | マリア・キリレンコ               | 6-3, 6-4         |
| 2011年 | ドミニカ・チブルコバ             | カイア・カネピ                   | 3–6, 7–6(1), 7–5 |
| 2012年 | キャロライン・ウォズニアッキ     | サマンサ・ストーサー             | 6–2, 4–6, 7–5    |
| 2013年 | シモナ・ハレプ                   | サマンサ・ストーサー             | 7–6(1), 6–2      |
| 2014年 | アナスタシア・パブリュチェンコワ | イリーナ＝カメリア・ベグ         | 6–4, 5–7, 6–1    |
| 2015年 | スベトラーナ・クズネツォワ       | アナスタシア・パブリュチェンコワ | 6–2, 6–1         |
| 2016年 | スベトラーナ・クズネツォワ       | ダリア・ガブリロワ               | 6–2, 6–1         |
| 2017年 | ユリア・ゲルゲス                 | ダリア・カサトキナ               | 6–1, 6–2         |
| 2018年 | ダリア・カサトキナ               | オンス・ジャバー                 | 2–6, 7–6(3), 6–4 |
| 2019年 | ベリンダ・ベンチッチ             | アナスタシア・パブリュチェンコワ | 3–6, 6–1, 6–1    |

### 女子ダブルス
| 年     | 優勝者                                                | 準優勝者                                              | 決勝結果            |
| ------ | ----------------------------------------------------- | ----------------------------------------------------- | ------------------- |
| 1996年 | ラリサ・ネーランド ナタリア・メドベデワ               | シルビア・ファリナ・エリア バルバラ・シェット         | 7-6, 4-6, 6-1       |
| 1997年 | アランチャ・サンチェス・ビカリオ ナターシャ・ズベレワ | ヤユク・バスキ カロリネ・ビス                         | 5-3 （途中棄権）    |
| 1998年 | マリー・ピエルス ナターシャ・ズベレワ                 | リサ・レイモンド レネ・スタブス                       | 6-3, 6-4            |
| 1999年 | リサ・レイモンド レネ・スタブス                       | ジュリー・アラール＝デキュジス アンケ・フーバー       | 6-1, 6-0            |
| 2000年 | ジュリー・アラール＝デキュジス 杉山愛                 | マルチナ・ヒンギス アンナ・クルニコワ                 | 4-6, 6-4, 7-6       |
| 2001年 | マルチナ・ヒンギス アンナ・クルニコワ                 | エレーナ・デメンチェワ リナ・クラスノルツカヤ         | 7-6, 6-3            |
| 2002年 | エレーナ・デメンチェワ ヤネッテ・フサロバ             | ナディア・ペトロワ エレナ・ドキッチ                   | 2-6, 6-3, 7-6       |
| 2003年 | ナディア・ペトロワ メガン・ショーネシー               | アナスタシア・ミスキナ ベラ・ズボナレワ               | 6-3, 6-4            |
| 2004年 | アナスタシア・ミスキナ ベラ・ズボナレワ               | ビルヒニア・ルアノ・パスクアル パオラ・スアレス       | 6-3, 4-6, 6-2       |
| 2005年 | リサ・レイモンド サマンサ・ストーサー                 | カーラ・ブラック レネ・スタブス                       | 6-2, 6-4            |
| 2006年 | クベタ・ペシュケ フランチェスカ・スキアボーネ         | イベタ・ベネソバ ガリナ・ボスコボワ                   | 6-4, 6-7, 6-1       |
| 2007年 | カーラ・ブラック リーゼル・フーバー                   | ビクトリア・アザレンカ タチアナ・ポウチェク           | 4-6, 6-1 [10-7]     |
| 2008年 | ナディア・ペトロワ カタリナ・スレボトニク             | カーラ・ブラック リーゼル・フーバー                   | 6-4, 6-4            |
| 2009年 | マリア・キリレンコ ナディア・ペトロワ                 | マリア・コンドラティエワ クララ・ザコパロバ           | 6-2, 6-2            |
| 2010年 | ヒセラ・ドゥルコ フラビア・ペンネッタ                 | サラ・エラニ マリア・ホセ・マルティネス・サンチェス   | 6-3, 2-6, [10–6]    |
| 2011年 | バニア・キング ヤロスラワ・シュウェドワ               | アナスタシア・ロディオノワ ガリナ・ボスコボワ         | 7–6(3), 6–3         |
| 2012年 | エカテリーナ・マカロワ エレーナ・ベスニナ             | マリア・キリレンコ ナディア・ペトロワ                 | 6–3, 1–6, [10–8]    |
| 2013年 | スベトラーナ・クズネツォワ サマンサ・ストーサー       | アーラ・クドゥリャフツェワ アナスタシア・ロディオノワ | 6–3, 1–6, [10–8]    |
| 2014年 | マルチナ・ヒンギス フラビア・ペンネッタ               | キャロリン・ガルシア アランチャ・パラ・サントンハ     | 6–3, 7–5            |
| 2015年 | ダリア・カサキナ エレーナ・ベスニナ                   | イリーナ＝カメリア・ベグ モニカ・ニクレスク           | 6–3, 6–7(7), [10–5] |
| 2016年 | アンドレア・フラバーチコバ ルーシー・ハラデツカ       | ダリア・カサキナ ダリア・ガブリロワ                   | 4–6, 6–0, [10–7]    |
| 2017年 | ティメア・バボシュ アンドレア・フラバーチコバ         | ニコール・メリヒャル アナ・スミス                     | 6–2, 3–6, [10–3]    |
| 2018年 | アレクサンドラ・パノワ ラウラ・シグムント             | ダリア・ユラク ラルカ・オラル                         | 6–2, 7–6(2)         |
| 2019年 | 青山修子 柴原瑛菜                                     | キルステン・フリプケンス ベサニー・マテック＝サンズ   | 6–2, 6–1            |